# Båggångarna

Anatomisk ritning av innerörat: 1 balansnerven, 2 hörselnerven, 3 intermediofacialis-nerven, 4 knägangliet, 5 förgrening av facialisnerven, 6 hörselsnäckan, 7 båggångarna, 8 umbo, 9 trumhinnan, 10 örontrumpeten.

Båggångarna (latin: canalis semicircularis alt. ductuli semicirculares alt. ductus semicirculares) är en del av innerörat. De består av tre gångar i tre olika dimensioner (upp-ner, fram-bak och åt sidorna) som tillsammans registrerar acceleration i olika riktningar. De är fulla av trögflytande vätska som rör sig då huvudet rör sig. Det cellager som ligger närmast denna trögflytande vätska har två olika sorters hår, cilier och mikrovilli. Mikrovilli är mer lättrörliga än cilierna och då de rör sig i förhållande till cilierna inducerar det en depolarisering över membranet, det vill säga en nervsignal, som går till hjärnan och tolkas som acceleration.
Informationen från båggångarna hjälper hjärnan att fokusera synen när man rör på huvudet. Om man snurrar runt länge kommer vätskan i båggångarna att fortsätta röra sig även efter det att man har stannat. Hjärnan tror att man fortfarande snurrar och korrigerar ens intryck som om man gjorde det, vilket leder till att man upplever yrsel.